# Juan Carlos Saravia
Juan Carlos Saravia Ruiz de los Llanos (Salta, 14 de mayo de 1930-ibíd., 17 de enero de 2020) fue un músico folclórico argentino, integrante y voz líder del conjunto folclórico Los Chalchaleros.

## Biografía

### Primeros años
Tras una infancia vivida en los Valles Calchaquíes junto a sus abuelos (mencionada por él en sus obras A los vallistos y en Recuerdos del Pucará), realizó sus estudios primarios en la escuela Pizarro, de San Ramón de la Nueva Orán, donde su padre era comisario. Su adolescencia transcurrió en Salta (mencionada en su obra "Plaza 9 de Julio"), donde cursó como estudiante en el Colegio Nacional de dicha ciudad, aunque no llegó a cursar el bachillerato. 

### Actividad con Los Chalchaleros
En el Colegio Nacional solía hacer dúo vocal junto a su primo Aldo Saravia y se amigan en una estudiantina con el dúo que hacían sus compañeros Víctor Zambrano y Carlos Franco-Sosa, en 1947. Acordaron actuar juntos para las fiestas güemesianas, el 16 de junio de 1948. Esta fecha es considerada el debut del que sería el conjunto Los Chalchaleros. Uno de sus profesores, José Antonio Saravia Toledo, les daría poco después la estructura y disciplina de conjunto folclórico.
Con Los Chalchaleros, se traslada a Buenos Aires en 1951, lugar donde residirá desde entonces. De allí en adelante el conjunto inicia una carrera de numerosos éxitos en su país y en diversos sitios del mundo. Tras el alejamiento de Franco-Sosa en 1950, la muerte de su primo Aldo, en 1961, y la desvinculación de Zambrano en 1966, permaneció como único miembro fundador activo del grupo, administrando los asuntos del grupo junto a su par, Ernesto Cabeza. Tras la muerte de su par en 1980, deja en manos de su hijo Facundo gran parte de los asuntos del grupo, quedando a cargo del repertorio y los arreglos su otro par, Ricardo Francisco "Pancho" Figueroa.

### Actividad posterior
Luego de 50 años de trayectoria, el grupo decide retirarse definitivamente, situación que se produce en el año 2002. Si bien su actividad como cantor concluye a la par de la despedida voluntaria de los escenarios del conjunto Los Chalchaleros, siguió concurriendo como invitado a programas de televisión y radio, para compartir sus interesantes anecdóticos relatos.
En sus últimos años, integraba como protesorero la comisión directiva de Sadaic (Sociedad Argentina de Autores y Compositores).

### Actividad autoral
En 1969 empieza a incursionar como autor. Su primera obra fue "Un día...", con música de su par, Ernesto Cabeza, y que fue título del álbum del grupo en 1970. El binomio que formaron compuso numerosas piezas, tales como "Amor y distancia", "Río Calchaquí", "Siempre poeta" y "Poncho seclanteño". Junto a "Pancho" Figueroa, compuso obras como "A los vallistos", "Plaza 9 de Julio", "Cantando cruzo el río Dulce" y "Recuerdos del Pucará". Otros títulos de su autoría han sido "A ustedes" (canción que escribió al cumplir 30 años de trayectoria) "A los Chalchas", "Juntando sueños" (con su hijo Facundo), "Salta te canto" (con Patricio Quirno Costa) y "Entierro de Jaime Dávalos" (con José Ríos).

### Vida privada
Casado en primeras nupcias con María Susana Arias Uriburu, ambos se conocieron siendo jóvenes en Salta y se mudaron a Buenos Aires en 1951. Tuvieron 7 hijos, dos de los cuales murieron en la temprana infancia. Arias Uriburu muere trágicamente en 1967, en un grave accidente automovilístico cuando el grupo que integraba Saravia regresaba de una de sus innumerables giras por el país. La pérdida de su esposa fue inspiración para Saravia al escribir "Un día..." y "Amor y distancia". Permaneció viudo por 11 años, hasta que en 1978 contrajo matrimonio con Margarita Aráoz, con quien tuvo un sexto hijo.
Su hijo Facundo Saravia también fue integrante del conjunto Los Chalchaleros en el año 1983 hasta que finalizaron sus actuaciones y siguió como solista. Su hijo Sebastián poseyó durante los últimos años del conjunto un estudio gráfico, Gráfica Saravia, que se encargaba del diseño gráfico de los álbumes, la filmación de los vídeos oficiales y el diseño de la página web del conjunto.
Fue abuelo de la famosa chef Felicitas Pizarro, que saltó a la fama siendo jurado en el reality El gran premio de la cocina, emitido por canal 13 de 2018 hasta fines de 2021. Otra de sus nietas, Malena Pizarro, hermana de Felicitas, tiene un grupo musical llamado Miscelaneous. Otra nieta de él es una destacada influencer, Tupi Saravia, que además es hija de Facundo.

## Filmografía
- Mire que es lindo mi país (1981)
- El canto cuenta su historia (1976)
- Argentinísima (1971)
- Una ventana al éxito  (1966) dir. Enrique de Rosas (h)
- Cosquín, amor y folklore (1965) dir. Delfor María Beccaglia